# Oeciacus vicarius
Oeciacus vicarius är en insektsart som beskrevs av Horvath 1912. Oeciacus vicarius ingår i släktet Oeciacus och familjen vägglöss. Inga underarter finns listade i Catalogue of Life.